# Brazzeia longipedicellata
Brazzeia longipedicellata là một loài thực vật thuộc họ Lecythidaceae. Loài này có ở Cộng hòa Dân chủ Congo và Uganda.